# Emberrablás
A büntetőjogban az emberrablás az emberi szabadság elleni bűncselekmény. Emberrablás bűntettét követi el, aki mást személyi szabadságától erőszakkal, avagy élet vagy testi épség elleni közvetlen fenyegetéssel, illetve védekezésre vagy akaratnyilvánításra képtelen állapotát kihasználva megfoszt, és szabadon engedését követelés teljesítésétől teszi függővé.

## A magyar szabályozás
A hatályos magyar szabályozást a Büntető Törvénykönyvről szóló 2012. évi C. törvény 190. §-a tartalmazza.
190. § (1) Aki mást személyi szabadságától
a) erőszakkal, illetve az élet vagy testi épség ellen irányuló közvetlen fenyegetéssel vagy
b) védekezésre vagy akaratnyilvánításra képtelen állapotba helyezésével vagy ilyen állapotát kihasználva
megfoszt, és szabadon bocsátását követelés teljesítésétől teszi függővé, bűntett miatt két évtől nyolc évig terjedő szabadságvesztéssel büntetendő.
(2) A büntetés öt évtől tizenöt évig terjedő szabadságvesztés, ha az emberrablást
a) tizennyolcadik életévét be nem töltött személy sérelmére,
b) bűnszövetségben,
c) fegyveresen,
d) felfegyverkezve vagy
e) hivatalos személy vagy külföldi hivatalos személy ellen, e minőségére tekintettel
követik el.
(3) A büntetés öt évtől húsz évig terjedő vagy életfogytig tartó szabadságvesztés, ha az emberrablást
a) tizennegyedik életévét be nem töltött személy sérelmére,
b) különösen súlyos hátrányt okozva vagy
c) halált okozva
követik el.
(4) A büntetés tíz évtől húsz évig terjedő vagy életfogytig tartó szabadságvesztés, ha az emberrablás szándékos emberölést is megvalósít.
(5) Aki emberrablásra irányuló előkészületet követ el, három évig terjedő szabadságvesztéssel büntetendő.
(6) Korlátlanul enyhíthető annak a büntetése, aki az emberrablást - mielőtt abból súlyos következmény származott volna - önként abbahagyja.

### Elkövető
A bűncselekmény elkövetője tettesként bárki lehet.

### Passzív alanya
Az emberrablás passzív alanya bármely természetes személy lehet. Az emberrablás passzív alanya, a túsz személye azonban tipikusan nem egyezik meg azzal a személlyel, akihez a követelést intézik.

### Elkövetési magatartás
Az emberrablást egyrészt erőszak vagy élet vagy testi épség ellen irányuló közvetlen fenyegetés alkalmazásával, másrészt pedig védekezésre vagy akaratnyilvánításra képtelen állapotba helyezéssel, illetve ennek az állapotnak a kihasználásával lehet elkövetni.

## Lásd még
- Személyi szabadság megsértése